# Pontevedra (Negros Occidental)
Pontevedra es un municipio de tercera clase de la provincia en Negros Occidental, Filipinas. De acuerdo con el censo del 2000, tiene una población de 42.089 personas en 8.554 hogares.

## Barangays
Pontevedra está políticamente subdividida en 20 barangays.
| - Antipolo - Barangay I (Pob.) - Barangay II (Pob.) - Barangay III (Pob.) - Buenavista Gibong - Buenavista Rizal - Burgos - Cambarus - Canroma - Don Salvador Benedicto | - General Malvar - Gómez - M. H. Del Pilar - Mabini - Miranda - Pandan - Recreo - San Isidro - San Juan - Zamora |

Pontevedra es muy bonito lugar para disfrutar con una amable y calurosa gente.
Su educación es de buena calidad : 
Los centros de educación más importantes de Pontevedra son ff.
1. Academia Saint Michael
2. Escuela Elementaria Miranda 
3. Escuela Elementaria Antipolo
4. Universidad Nacional de Pontevedra
entre otros...